# 小野元之
小野元之（おの もとゆき、1944年（昭和19年）11月25日 - ）は、日本の文部官僚。関西大学客員教授。同志社大学客員教授。初代文部科学事務次官、独立行政法人日本学術振興会理事長を歴任。学校法人城西大学理事長代理、パナソニック教育財団理事長、学校経理研究会理事長を兼任。

## 略歴
- 1960年（昭和35年）岡山県立高梁高校入学
- 1962年（昭和37年）高校3年次に高梁高校から岡山県立操山高校へ転校
- 1963年（昭和38年）岡山操山高校卒業
- 1967年（昭和42年）京都大学法学部卒業[3]
- 1967年（昭和42年）9月 - 国家公務員上級甲種試験（法律）を合格[4]
- 1968年（昭和43年）4月 - 文部省入省（配属は初等中等教育局高校教育課）[5]
- 1970年（昭和45年）4月 - 文部省大臣官房総務課審議班
- 1972年（昭和47年）5月 - 文部省大臣官房総務課審議主任
- 1973年（昭和48年）10月 - 文部省管理局振興課法人係長
- 1974年（昭和49年）4月 - 文部省管理局振興課法規係長
- 1985年（昭和60年）7月 - 北九州市教育委員会教育長
- 1993年（平成5年）7月 - 文部省大臣官房総務課長
- 1995年（平成7年）7月 - 文化庁次長
- 1997年（平成9年）7月 - 文部省官房長
- 2000年（平成12年）6月 - 文部事務次官
- 2001年（平成13年）1月 - 文部科学事務次官

2002年の新学習指導要領施行に基づく「ゆとり教育」の行き過ぎに対して小野次官や遠山敦子文科相は危機感を共有し、2001年1月に遠山文科相が発表した緊急アピール「学びのすすめ」で、「学習指導要領は最低基準」だとしてそれまで許可されなかった学習指導要領を超える記述が容認された。学習指導要領施行前にテレビ、ラジオ、新聞などで責任者として賛成の立場を表明しながら「ゆとり教育」へ理解を求めたが、「3割カットするというのは間違いです。3割カットしません」「全員に100点を取ってもらうというのは間違いです」などマスコミ報道や広まった誤解について修正する発言がみられた。
2003年に中央教育審議会は学習指導要領の一部改訂を答申した。
- 2003年（平成15年）2月 - 日本学術振興会理事長
- 2004年（平成16年）4月 - 独立行政法人日本学術振興会理事長
- 2012年（平成24年）4月 - 学校法人城西大学理事
- 2015年（平成27年）
  - 4月 - 瑞宝重光章
  - 6月 - 公益財団法人パナソニック教育財団理事長
- 2016年（平成28年）12月- 学校法人城西大学理事長代理

## 社会的発言
- 毎日新聞（2001年8月20日）

「大学では過激な学生運動をしていた。権力を倒すには暴力が必要であると考え本気でデモもした。」「しかし本当に世の中を変えるには内部に入ってやらねばと公務員になりました。」
- 日本学術振興会、米国国立科学財団、科学技術国際交流センター、早稲田大学（国際研究推進本部）主催の「大学国際戦略本部強化事業 平成20年度公開シンポジウム」（場所：早稲田大学小野記念講堂、12月1日・12月2日開催）で開会の挨拶[7]。

## 社会的活動
- 教育再生会議民間委員
- 日本学術振興会21世紀COEプログラムプログラム委員会委員（平成18年度）
- 同 グローバルCOEプログラムプログラム委員会委員
- 東北大学経営協議会委員
- 高梁市市政アドバイザー[8]

## 受賞・受章
- レジオンドヌール勲章・シュバリエ章（2006年9月28日）
- ドイツ連邦共和国功労勲章（2008年8月6日）
- 瑞宝重光章（2015年4月）
- 日本政治法律学会 現代公共政策学会賞[9]（2020年）